# Pablo Díaz Stalla
Pablo Javier Díaz Stalla (født 5. august 1971 i Buenos Aires, Argentina) er en spansk tidligere fodboldspiller (højre back). Han repræsenterede henholdsvis Sporting Gijón og Real Zaragoza, og vandt to Copa del Rey-titler med sidstnævnte.

## Titler
Copa del Rey
- 2001 og 2004 med Real Zaragoza